# Ellenton (Geórgia)
Ellenton é uma cidade  localizada no estado americano de Geórgia, no Condado de Colquitt.

## Demografia
Segundo o censo americano de 2000, a sua população era de 336 habitantes.
Em 2006, foi estimada uma população de 357, um aumento de 21 (6.3%).

## Geografia
De acordo com o United States Census Bureau tem uma área de
2,1 km², dos quais 2,1 km² cobertos por terra e 0,0 km² cobertos por água. Ellenton localiza-se a aproximadamente 94 m acima do nível do mar.

## Localidades na vizinhança
O diagrama seguinte representa as localidades num raio de 20 km ao redor de Ellenton.